# Chevrolet Camaro
El Chevrolet Camaro és un automòbil de mida mitjana fabricat per la marca estatunidenca Chevrolet i classificat com un pony car. Va sortir a la venda per primera vegada el 29 de setembre de 1966 i va ser dissenyat per a competir amb el Ford Mustang. El Camaro va compartir la seva plataforma de tracció al darrere i els components principals amb el Pontiac Firebird, produït per la divisió Pontiac de General Motors.

## Història
Quatre generacions diferents del Camaro es van desenvolupar abans que la producció es donés per acabada el 2002. El model, però, va reviure en un automòbil conceptual que va evolucionar cap al Camaro de cinquena generació, la producció del qual es va iniciar el 16 de març de 2009. La producció de la sisena generació del Camaro va finalitzar el desembre de 2023.
General Motors ha fet ofertes d'emplaçament de producte, o màrqueting integrat, per al Chevrolet Camaro en nombrosos mitjans. El mode de vehicle del personatge de ficció Bumblebee a la pel·lícula Transformers de 2007 es descriu per primera vegada com un Camaro de 1976 i, més endavant, com una variant conceptual de cinquena generació. Un Camaro de cinquena generació modificat fa el personatge de Bumblebee a les seqüeles, Transformers: Revenge of the Fallen i Transformers: Dark of the Moon. Bumblebee pren la forma d'un Camaro de 1967 modificat a Transformers: Age of Extinction, i d'un Camaro concepte de sisena generació. També torna com a Camaro modificat del 2016 a Transformers: The Last Knight.